# 1284 Latvia
1284 Latvia eller 1933 OP är en asteroid i huvudbältet, som upptäcktes 27 juli 1933 av den tyske astronomen Karl Wilhelm Reinmuth i Heidelberg. Den har fått sitt namn efter det nordeuropeiska landet Lettland.
Asteroiden har en diameter på ungefär 41 kilometer.